# Persone di nome Flavio
| Questa pagina contiene informazioni ricavate automaticamente dalle voci biografiche con l'ausilio del template Bio e di un bot. L'aggiornamento è periodico e automatico e ricostruisce completamente la pagina. Se manca una persona in questa lista, sei pregato di non aggiungerla, ma accertati piuttosto che la sua voce biografica contenga il template Bio e che i dati anagrafici siano correttamente compilati. Se il template Bio manca, inseriscilo tu stesso o, in alternativa, metti l'avviso {{tmp\|Bio}} che ne segnala la mancanza. Se i dati riportati sono sbagliati, correggi direttamente la voce biografica; le modifiche saranno visibili in questa lista entro pochi giorni. Per chiarimenti vedi il progetto antroponimi. La lista contiene solo le 384 persone che sono citate nell'enciclopedia e per le quali è stato implementato correttamente il template Bio. Pagina aggiornata al 6 ago 2025. |

Questa è una lista di persone presenti nell'enciclopedia che hanno il nome Flavio, suddivise per attività principale.

## Allenatori di calcio(6)
- Flávio Campos, allenatore di calcio e ex calciatore brasiliano (n. 1965)
- Flavio Chiti, allenatore di calcio e ex calciatore italiano (Villafranca di Verona, n. 1970)
- Flavio Destro, allenatore di calcio e ex calciatore italiano (Rivoli, n. 1962)
- Flavio Fiorio, allenatore di calcio e ex calciatore italiano (San Pietro in Cariano, n. 1964)
- Flavio Giampieretti, allenatore di calcio e ex calciatore italiano (Roma, n. 1974)
- Flavio Roma, allenatore di calcio e ex calciatore italiano (Roma, n. 1974)

## Allenatori di pallacanestro(1)
- Flavio Bottiroli, allenatore di pallacanestro e ex cestista italiano (Porretta Terme, n. 1977)

## Allenatori di pallavolo(1)
- Flavio Gulinelli, allenatore di pallavolo italiano (Asti, n. 1958)

## Architetti(1)
- Flavio Scano, architetto e ingegnere italiano (Cagliari, n. 1896 - Cagliari, † 1952)

## Arcivescovi cattolici(1)
- Flavio Pace, arcivescovo cattolico italiano (Monza, n. 1977)

## Arrampicatori(1)
- Flavio Crespi, arrampicatore italiano (Busto Arsizio, n. 1980)

## Artisti(1)
- Flavio Favelli, artista italiano (Firenze, n. 1967)

## Astronomi(1)
- Flavio Castellani, astronomo italiano

## Atleti(1)
- Flavio Scorpo, atleta romano (Penisola Iberica, n. 68 - Roma, † 95)

## Attori(7)
- Flavio Albanese, attore e regista teatrale italiano (Bari, n. 1967)
- Flavio Bonacci, attore italiano (Sanremo, n. 1943)
- Flavio Bucci, attore e doppiatore italiano (Torino, n. 1947 - Fiumicino, † 2020)
- Flavio Furno, attore italiano (Napoli, n. 1986)
- Flavio Insinna, attore e conduttore televisivo italiano (Roma, n. 1965)
- Flavio Parenti, attore italiano (Parigi, n. 1979)
- Flavio Pistilli, attore italiano (Pescasseroli, n. 1979)

## Attori teatrali(1)
- Flavio Andò, attore teatrale italiano (Palermo, n. 1851 - Marina di Pisa, † 1915)

## Aviatori(1)
- Flavio Torello Baracchini, aviatore italiano (Villafranca in Lunigiana, n. 1895 - Roma, † 1928)

## Avvocati(1)
- Flavio Dalle Mule, avvocato e politico italiano (n. 1912 - † 2000)

## Batteristi(1)
- Flavio Carraresi, batterista, compositore e paroliere italiano (Firenze, n. 1930 - † 1992)

## Cabarettisti(1)
- Flavio Oreglio, cabarettista, musicista e scrittore italiano (Peschiera Borromeo, n. 1958)

## Calciatori(14)
- Flavio Bianchi, calciatore italiano (Asti, n. 2000)
- Flavio Cecconi, calciatore italiano (Verona, n. 1923 - † 2001)
- Flavio Ciampichetti, calciatore argentino (Conesa, n. 1988)
- Flavio Del Barba, ex calciatore italiano (Morbegno, n. 1948)
- Flavio Emoli, calciatore italiano (Torino, n. 1934 - Genova, † 2015)
- Flavio Frontali, calciatore italiano (Trieste, n. 1936 - † 1991)
- Flavio Lazzari, ex calciatore italiano (Roma, n. 1986)
- Flavio Maestri, ex calciatore peruviano (Lima, n. 1973)
- Flavio Maneo, calciatore italiano (Padova, n. 1922)
- Flavio Paoletti, calciatore italiano (San Benedetto del Tronto, n. 2003)
- Flavio Pozzani, ex calciatore italiano (Castelnuovo del Garda, n. 1946)
- Flavio Ronchi, ex calciatore italiano (Visano, n. 1947)
- Flavio Santos, calciatore messicano (Jalisco, n. 1987)
- Flavio Scarone, calciatore uruguaiano (Florida, n. 1991)

## Cantanti(1)
- Flavio Gismondi, cantante e attore italiano (Roma, n. 1989)

## Cantautori(4)
- Gazzelle, cantautore italiano (Roma, n. 1989)
- Flavio Giurato, cantautore italiano (Roma, n. 1949)
- Flavio Paulin, cantautore, compositore e bassista italiano (Trieste, n. 1948)
- Flavio Pirini, cantautore e cabarettista italiano (n. 1964)

## Cardinali(4)
- Flavio Chigi, cardinale italiano (Roma, n. 1711 - Roma, † 1771)
- Flavio Chigi, cardinale e arcivescovo cattolico italiano (Roma, n. 1810 - Roma, † 1885)
- Flavio Chigi, cardinale italiano (Siena, n. 1631 - Roma, † 1693)
- Flavio Orsini, cardinale e vescovo cattolico italiano (Roma, n. 1532 - Pozzuoli, † 1581)

## Cestisti(3)
- Flavio Carera, ex cestista italiano (Bergamo, n. 1963)
- Flavio Portaluppi, ex cestista e dirigente sportivo italiano (Milano, n. 1971)
- Flavio Stückemann, cestista tedesco (San Paolo, n. 1985)

## Chitarristi(1)
- Flavio Cucchi, chitarrista italiano (Revere, n. 1949)

## Ciclisti su strada(6)
- Flavio Anastasia, ex ciclista su strada italiano (Mariano Comense, n. 1969)
- Flavio Chesini, ex ciclista su strada italiano (Negrar, n. 1962)
- Flavio Giupponi, ex ciclista su strada e dirigente sportivo italiano (Bergamo, n. 1964)
- Flavio Martini, ex ciclista su strada italiano (Galliera Veneta, n. 1945)
- Flavio Vanzella, ex ciclista su strada italiano (Vazzola, n. 1964)
- Flavio Zappi, ex ciclista su strada italiano (Cassano Magnago, n. 1960)

## Circensi(1)
- Flavio Togni, circense italiano (Pescia, n. 1960)

## Compositori(3)
- Flavio Colusso, compositore, librettista e direttore d'orchestra italiano (Roma, n. 1960)
- Flavio Emilio Scogna, compositore e direttore d'orchestra italiano (Savona, n. 1956)
- Flavio Testi, compositore e musicologo italiano (Firenze, n. 1923 - Milano, † 2014)

## Conduttori televisivi(1)
- Flavio Montrucchio, conduttore televisivo e attore italiano (Torino, n. 1975)

## Critici cinematografici(1)
- Flavio Merkel, critico cinematografico italiano (Genova, n. 1942 - Roma, † 2004)

## Critici d'arte(1)
- Flavio Caroli, critico d'arte e storico dell'arte italiano (Ravenna, n. 1945)

## Designer(2)
- Flavio Manzoni, designer e architetto italiano (Nuoro, n. 1965)
- Flavio Poli, designer, ceramista e pittore italiano (Chioggia, n. 1900 - Venezia, † 1984)

## Dirigenti d'azienda(2)
- Flavio Cattaneo, dirigente d'azienda e imprenditore italiano (Rho, n. 1963)
- Flavio de Luca, dirigente d'azienda italiano (Roma, n. 1953)

## Dirigenti sportivi(2)
- Flavio Miozzo, dirigente sportivo e ex ciclista su strada italiano (Vigodarzere, n. 1952)
- Flavio Roda, dirigente sportivo italiano (Lizzano in Belvedere, n. 1948)

## Disc jockey(1)
- DJ Dado, disc jockey italiano (Milano, n. 1967)

## Doppiatori(2)
- Flavio Aquilone, doppiatore italiano (Roma, n. 1990)
- Flavio Arras, doppiatore italiano (Torino, n. 1965)

## Faccendieri(1)
- Flavio Carboni, faccendiere italiano (Torralba, n. 1932 - Roma, † 2022)

## Filosofi(2)
- Flavio Baroncelli, filosofo italiano (Savona, n. 1944 - Genova, † 2007)
- Flavio Boeto, filosofo e politico romano (Tolemaide - † 169)

## Fotografi(1)
- Flavio Faganello, fotografo, fotoreporter e giornalista italiano (Malé, n. 1933 - Trento, † 2005)

## Fumettisti(1)
- Flavio Nani, fumettista italiano (Milano, n. 1970)

## Funzionari(9)
- Flavio Costanzo, prefetto romano
- Teodoro Pietro Demostene, funzionario bizantino (Constantina, † 532)
- Flavio Eucherio, funzionario romano
- Euodio, prefetto e funzionario romano
- Euprassio, funzionario romano
- Giovanni di Cappadocia, funzionario bizantino
- Macrobio Longiniano, prefetto romano († 408)
- Massimino, funzionario romano (Sopianae)
- Probo, funzionario e ambasciatore bizantino

## Generali(36)
- Abundanzio, generale e politico romano
- Ardaburio, generale e nobile bizantino
- Areobindo, generale goto († 449)
- Arinteo, generale romano († 378)
- Ardaburio Aspare, generale romano (n. 400 - † 471)
- Bautone, generale franco
- Belisario, generale bizantino (Sapareva banja - Costantinopoli, † 565)
- Flavio Bonoso, generale romano
- Burcone, generale romano
- Flavio Castino, generale e politico romano
- Costante, generale e politico bizantino
- Costantino III, generale romano († 411)
- Crispo, generale romano (Pola, † 326)
- Flavio Danieli, generale e aviatore italiano (Vicenza, n. 1913 - Roma, † 2001)
- Flavio Eugenio, generale romano (Frigido, † 394)
- Flavio Ezio, generale romano (Durosturum - Ravenna, † 454)
- Flavio Gaudenzio, generale romano
- Giovanni, generale romano (Selimbria)
- Timasio, generale romano († 396)
- Valila Teodosio, generale romano
- Flavio Valente Giovino, generale e politico romano
- Giustino, generale bizantino (Costantinopoli - Alessandria d'Egitto, † 566)
- Magnenzio, generale romano (Samarobriva, n. 303 - Lugdunum, † 353)
- Merobaude, generale franco († 388)
- Nevitta, generale e politico romano
- Odoacre, generale e politico germanico (Germania Transrenana, n. 433 - Ravenna, † 493)
- Flavio Oreste, generale e politico romano (Pannonia Savia - Piacenza, † 476)
- Flavio Pompeo, generale romano († 532)
- Promoto, generale e politico romano († 392)
- Ricomere, generale franco († 393)
- Rumorido, generale franco
- Tatulo, generale romano (Pannonia Savia)
- Flavio Teodosio, generale romano (Cartagine, † 376)
- Teodosio, generale e politico romano (Hispania, n. 347 - Milano, † 395)
- Trocundo, generale bizantino († 485)
- Vittore, generale e politico romano

## Ginnasti(1)
- Flavio Cannone, ginnasta italiano (Ponte San Pietro, n. 1981)

## Giocatori di football americano(1)
- Flavio Gouveia, giocatore di football americano brasiliano

## Giornalisti(3)
- Flavio Fusi, giornalista italiano (Massa Marittima, n. 1950)
- Flavio Mucciante, giornalista italiano (Roma, n. 1961)
- Flavio Tranquillo, giornalista, scrittore e telecronista sportivo italiano (Milano, n. 1962)

## Grammatici(2)
- Flavio Capro, grammatico latino
- Flavio Sosipatro Carisio, grammatico e politico romano (Africa)

## Hockeisti su ghiaccio(1)
- Flavio Faggioni, ex hockeista su ghiaccio italiano (Bolzano, n. 1981)

## Imperatori(22)
- Arcadio, imperatore romano (Hispania - Costantinopoli, † 408)
- Basilisco, imperatore bizantino (Cappadocia)
- Costanzo Cloro, imperatore e militare romano (Dardania - Eburacum, † 306)
- Costanzo II, imperatore romano (Sirmio, n. 317 - Cilicia, † 361)
- Eraclio I, imperatore bizantino (Cappadocia, n. 575 - Costantinopoli, † 641)
- Costante I, imperatore romano (n. 320 - Oppidum Helena, † 350)
- Costantino I, imperatore e santo romano (Naissus, n. 274 - Nicomedia, † 337)
- Gioviano, imperatore romano (Singidunum, n. 331 - Dadastana, † 364)
- Flavio Claudio Giuliano, imperatore e filosofo romano (Costantinopoli - Maranga, † 363)
- Giustiniano I, imperatore bizantino (Tauresio, n. 482 - Costantinopoli, † 565)
- Graziano, imperatore romano (Sirmio, n. 359 - Lugdunum, † 383)
- Marciano, imperatore romano (Tracia - Costantinopoli, † 457)
- Marco, imperatore bizantino (Cappadocia)
- Maurizio, imperatore romano (Arabisso - Nicomedia, † 602)
- Anicio Olibrio, imperatore romano (Roma - † 472)
- Onorio, imperatore romano (Costantinopoli, n. 384 - Ravenna, † 423)
- Romolo Augusto, imperatore romano
- Flavio Severo, imperatore e militare romano (Illiria - Tres Tabernae, † 307)
- Valente, imperatore romano (Cibalae, n. 328 - Adrianopoli, † 378)
- Valentiniano III, imperatore romano (Ravenna, n. 419 - Roma, † 455)
- Valentiniano II, imperatore romano (Treviri, n. 371 - Vienne, † 392)
- Valentiniano I, imperatore e militare romano (Cibalae, n. 321 - Brigetio, † 375)

## Imprenditori(2)
- Flavio Becca, imprenditore lussemburghese (Lussemburgo, n. 1962)
- Flavio Briatore, imprenditore, dirigente d'azienda e dirigente sportivo italiano (Verzuolo, n. 1950)

## Ingegneri(1)
- Flavio Barbiero, ingegnere, scrittore e esploratore italiano (Pola, n. 1942)

## Inventori(1)
- Flavio Gioia, inventore e navigatore italiano (Amalfi - Amalfi)

## Militari(8)
- Arbogaste, militare franco († 394)
- Florenzio, militare e politico romano
- Flavio Leonzio, militare e politico romano
- Flavio Ottaviani, militare italiano (Foligno, n. 1911 - Passo Uarieu, † 1936)
- Flavio Rosso, militare italiano (Lavagna, n. 1896 - Rocca Pietore, † 1917)
- Flavio Salia, militare e diplomatico romano
- Stilicone, militare romano (Ravenna, † 408)
- Flavio Urso, militare e politico romano

## Musicisti(2)
- Flavio Cianciarulo, musicista e compositore argentino (Almagro, n. 1964)
- Der Bekannte Post Industrielle Trompeter, musicista e poeta italiano

## Nobili(6)
- Procopio Antemio, nobile romano
- Basso Ercolano, nobile e politico romano
- Eutarico, nobile visigoto († 522)
- Valentiniano Galate, nobile romano (Galazia, n. 366 - Cesarea in Cappadocia)
- Magno, nobile e politico romano (Narbona)
- Varroniano, nobile romano

## Nuotatori(1)
- Flavio Bizzarri, nuotatore italiano (Roma, n. 1993)

## Partigiani(1)
- Flavio Busonera, partigiano italiano (Oristano, n. 1894 - Padova, † 1944)

## Pittori(4)
- Flavio Bertelli, pittore italiano (San Lazzaro di Savena, n. 1865 - Rimini, † 1941)
- Flavio Bonanni, pittore italiano (Riomaggiore, n. 1881 - La Spezia, † 1966)
- Flavio Bozzoli, pittore e fumettista italiano (Genova)
- Flavio Costantini, pittore e illustratore italiano (Roma, n. 1926 - Genova, † 2013)

## Poeti(4)
- Flavio Cresconio Corippo, poeta bizantino (Africa)
- Flavio Ermini, poeta e saggista italiano (Verona, n. 1947)
- Flavio Felice, poeta romano (Gallia)
- Dioscoro di Afrodito, poeta bizantino (Afrodito - Afrodito)

## Polistrumentisti(1)
- Flavio Giacchero, polistrumentista e etnomusicologo italiano (Torino, n. 1974)

## Progettisti(1)
- Flavio Albanese, progettista e designer italiano (Vicenza, n. 1951)

## Retori(1)
- Merobaude, retore, poeta e generale romano

## Sceneggiatori(2)
- Flavio Calzavara, sceneggiatore e regista italiano (Istrana, n. 1900 - Treviso, † 1981)
- Flavio Nicolini, sceneggiatore, scrittore e poeta italiano (Santarcangelo di Romagna, n. 1924 - Santarcangelo di Romagna, † 2015)

## Scenografi(1)
- Flavio Mogherini, scenografo, costumista e regista italiano (Arezzo, n. 1922 - Roma, † 1994)

## Schermidori(1)
- Flavio Giannotte, schermidore lussemburghese (n. 1995)

## Sciatori alpini(1)
- Flavio Vitale, sciatore alpino francese (n. 2005)

## Scrittori(8)
- Flavio Aviano, scrittore romano
- Flavio Bertelli, scrittore italiano (Ferrara, n. 1916 - Ferrara, † 1983)
- Flavio Emer, scrittore e giornalista italiano (Caino, n. 1969 - Lumezzane, † 2015)
- Flavio Pagano, scrittore italiano (Napoli, n. 1962)
- Polemio, scrittore, militare e politico romano
- Flavio Santi, scrittore, poeta e traduttore italiano (Alessandria, n. 1973)
- Flavio Soriga, scrittore italiano (Uta, n. 1975)
- Manlio Teodoro, scrittore, grammatico e politico romano (Mediolanum)

## Senatori(4)
- Eugenio Asello, senatore romano
- Flavio Anicio Massimo, senatore romano († 552)
- Flavio Lucio Destro, senatore e storico romano
- Flavio Severino, senatore romano

## Storici(1)
- Flavio Vopisco, storico romano (Siracusa)

## Tastieristi(1)
- Flavio Premoli, tastierista, compositore e cantante italiano (Varese, n. 1949)

## Tennisti(2)
- Flavio Cipolla, ex tennista e allenatore di tennis italiano (Roma, n. 1983)
- Flavio Cobolli, tennista italiano (Firenze, n. 2002)

## Thaiboxer(1)
- Flavio Perrone, thaiboxer italiano (n. 1990)

## Trombettisti(1)
- Flavio Boltro, trombettista italiano (Torino, n. 1961)

## Umanisti(1)
- Flavio Mitridate, umanista italiano (Caltabellotta)

## Velisti(1)
- Flavio Pelliccioni, ex velista sammarinese (Monte Colombo, n. 1956)

## Vescovi(2)
- Flavio di Rouen, vescovo francese
- Flavio Latino, vescovo romano (Brescia)

## Vescovi cattolici(2)
- Flavio Roberto Carraro, vescovo cattolico e religioso italiano (Fossò, n. 1932 - Conegliano, † 2022)
- Flavio Giovenale, vescovo cattolico italiano (Murello, n. 1954)

## Senza attività specificata(6)
- Flavio De Bernardinis, storico del cinema italiano (Roma, n. 1957)
- Flavio Vittore, romano (Treviri, † 388)
- Flavio Liberale, romano (Ferentum)
- Rufio Gennadio Probo Oreste, romano
- Flavio Martino
- Flavio Orsini, duca italiano (Roma, n. 1620 - † 1698)